# John Morrison, 2. Viscount Dunrossil
John William Morrison, 2. Viscount Dunrossil CMG KStJ (* 22. Mai 1926 in London; † 22. März 2000 in Lanzarote, Kanarische Inseln, Spanien) war ein britischer Diplomat, Politiker und Verwaltungsbeamter, der 1961 den Titel als Viscount Dunrossil erbte und dadurch von 1961 bis zum Inkrafttreten des House of Lords Act am 11. November 1999 Mitglied des House of Lords war. Er fungierte zwischen 1983 und 1988 als Gouverneur von Bermuda sowie von 1993 bis zu seinem Tod 2000 als Lord Lieutenant der Äußeren Hebriden.

## Leben

### Familiäre Herkunft, Fliegeroffizier und Diplomat
John William Morrison war der älteste von vier Söhnen des Politikers William Shepherd Morrison, der unter anderem zwischen 1929 und 1959 als Vertreter der Conservative Party Mitglied sowie von 1951 bis 1959 Sprecher des House of Commons war, mehrmals als Minister fungierte. Er wurde am 12. November 1959 als 1. Viscount Dunrossil, of Vallaquie in the Isle of North Uist and County of Inverness, in den erblichen Adelstand erhoben und gehörte dadurch bis zu seinem Tod am 3. Februar 1961 dem House of Lords als Mitglied an. Zuletzt war der 1. Viscount Dunrossil und vom 2. Februar 1960 bis zu seinem Tod Generalgouverneur Australiens.
John William Morrison selbst absolvierte seine schulische Ausbildung am Fettes College und trat 1945 in die Royal Air Force (RAF), die er 1948 als Hauptmann (Flight Lieutenant) verließ. Anschließend war er noch zwischen 1948 und 1953 Angehöriger der Royal Air Force Volunteer Reserve (RAFVR), der Freiwilligenreserve der Royal Air Force. Daneben absolvierte er ein Studium am Oriel College der University of Oxford, das er 1950 mit einem Bachelor of Arts (B.A.) beendete. Ein darauf folgendes postgraduales Studium am Oriel College schloss er 1951 mit einem Master of Arts (M.A.) ab.
1951 trat Morrison in den Dienst des damaligen Ministeriums für die Beziehungen zum Commonwealth (Commonwealth Relations Office) ein. Nachdem er zwischen 1952 und 1954 Privatsekretär von Außenminister (Secretary of State for Foreign Affairs) Anthony Eden war, war er zwischen 1954 und 1956 als Zweiter Sekretär beim Hochkommissar in Australien. Im Anschluss fungierte er zwischen 1956 und 1960 als Erster Sekretär und kommissarischer stellvertretender Hochkommissar in Pakistan.

### Oberhausmitglied, Hochkommissar und Gouverneur
Nach dem Tode seines Vaters erbte John William Morrison am 3. Februar 1961 den Titel als 2. Viscount Dunrossil, of Vallaquie in the Isle of North Uist and County of Inverness. Dadurch wurde er auch Mitglied des House of Lords, dem er bis zum Inkrafttreten des House of Lords Act am 11. November 1999 angehörte.
1961 wechselte Morrison in den Dienst des Außenministeriums, dem heutigen Ministerium für Auswärtige und Commonwealth-Angelegenheiten (Foreign and Commonwealth Office). Zunächst war er zwischen 1961 und 1964 Erster Sekretär beim Hochkommissar in Südafrika, ehe er von 1968 bis 1970 zur Internationalen Seeschifffahrts-Organisation mit Sitz in London abgeordnet war. Im Anschluss war er zwischen 1970 und 1974 Botschaftsrat und Leiter der Kanzlei beim Hochkommissar in Kanada sowie danach von 1975 bis 1978 Botschaftsrat an der Botschaft in Belgien. Daraufhin war er zwischen 1978 und 1982 Hochkommissar in Fidschi sowie von 1982 bis 1983 Hochkommissar in Barbados und erhielt in dieser Funktion auch einen Letter of introduction für eine Doppelakkreditierung als Hochkommissar in Antigua und Barbuda, Dominica, Grenada sowie St. Vincent und die Grenadinen.
Im Juli 1983 wurde Viscount Dunrossil als Nachfolger von Mark Herdman Gouverneur von Bermuda und verblieb in diesem Amt bis zu seiner Ablösung durch Desmond Langley 1988. Als Gouverneur war er zugleich Oberkommandierender der britischen Streitkräfte in Bermuda. Er engagierte sich bei der Gründung von kommunalen Organisationen wie der St. John Ambulance Brigade, der Hauptquartier auf Paget Island nach ihm in Dunrossil House benannt wurde. 1983 wurde er Knight of Justice des Order of Saint John (KStJ).
Als Nachfolger von Granville Leveson-Gower, 5. Earl Granville wurde Viscount Dunrossil 1993 Lord Lieutenant der Äußeren Hebriden. Diese Funktion als Vertreter der britischen Monarchin übte er bis zu seinem Tod aus.

### Ehen und Nachkommen
Morrison war zwei Mal verheiratet. Aus seiner ersten am 3. Juli 1951 geschlossenen und 1969 geschiedenen Ehe mit Mavis Dawn Spencer-Payne gingen drei Söhne und eine Tochter hervor, darunter Andrew William Reginald Morrison, der nach seinem Tod am 22. März 2000 den Titel als 3. Viscount Dunrossil erbte. Aus seiner zweiten am 5. Dezember 1969 geschlossenen Ehe mit Diana Mary Cunliffe Vise gingen zwei weitere Töchter hervor.